# 3661 Dolmatovskij
3661 Dolmatovskij eller 1979 UY3 är en asteroid i huvudbältet som upptäcktes den 16 oktober 1979 av den rysk-sovjetiske astronomen Nikolaj Tjernych vid Krims astrofysiska observatorium på Krim. Den har fått sitt namn efter den rysk-sovjetiske poeten Jevgenij Dolmatovskij.
Den tillhör asteroidgruppen Koronis.